# 1848 au théâtre
| Années du théâtre : 1845 - 1846 - 1847 - 1848 - 1849 - 1850 - 1851    |
| Décennies du théâtre : 1810 - 1820 - 1830 - 1840 - 1850 - 1860 - 1870 |

## Pièces de théâtre représentées
- 20 janvier : La Fin du Monde, revue fantastique des Frères Cogniard, au théâtre de la Porte-Saint Martin
- 25 mai :  création de La Marâtre d'Honoré de Balzac au  Théâtre historique. C’est un succès, mais les événements politiques vident les salles, entraînant le retrait de la pièce après six représentations.
- juillet-août : reprise des représentations de La Marâtre d'Honoré de Balzac
- 1er août : Le Baromètre ou la Pluie et le beau temps d'Eugène Labiche, au Théâtre du Vaudeville
- 12 août : À moitié chemin d'Eugène Labiche, au Théâtre Beaumarchais
- 16 septembre : Agénor le dangereux d'Eugène Labiche, au Théâtre du Palais-Royal
- 3 octobre : création de Le Lion empaillé, comédie en  deux actes de Léon Gozlan au théâtre des Variétés
- 31 octobre : L'Île de Tohu-Bohu, galimatias des Frères Cogniard, au théâtre de la Porte-Saint Martin
- 12 décembre : À bas la famille ou les Banquets d'Eugène Labiche, au Théâtre du Gymnase
- 27 décembre : Les Marrons d'Inde ou les Grotesques de l'année, revue fantastique des Frères Cogniard et Monsieur Muret, au théâtre de la Porte-Saint-Martin
- Il ne faut jurer de rien d'Alfred de Musset

## Naissances
- 3 avril : Georges Ohnet.
- 16 mai : Coquelin cadet.

## Décès
- 18 novembre : Aristide Letorzec, dit Lajariette, acteur, dramaturge et directeur de théâtre français, né le 3 septembre 1808.